# Sant Andreu de Llavaneres
Sant Andreu de Llavaneres, Kurzform Llavaneres, ist eine katalanische Gemeinde in der Provinz Barcelona im Nordosten Spaniens. Sie liegt in der Comarca Maresme.

## Geschichte
Die ältesten archäologischen Überreste sind aus dem Neolithikum, namentlich die Felsen von „Sant Magí“ in der Sierra de Montalt.
Zwischen den Flüssen Llavaneres und „les Bruixes“ lag das aus römischer Zeit stammende Dorf Can Sanç, wo Weinberge und Olivenbäume angebaut wurden. Die wirtschaftliche Aktivität, wie in Mataro und anderen Gemeinden, war rein landwirtschaftlich.
Später San Andreu de Llavaneres genannt, war es ein Teil von Mataro und erlangte Mitte des sechzehnten Jahrhunderts die Unabhängigkeit.
San Andreu de Llavaneres wurde zum Erholungsort der besseren Gesellschaft von Barcelona (1920). Von dieser Zeit stammen mehrere seiner modernistischen Gebäude, unter anderem des katalanischen Architekten Joaquim Lloret i Homs.

## Gemeindepartnerschaften
- Fisterra, Galicien, Spanien, seit 2006[5]